# Sveti Martin pod Okićem
 Sveti Martin pod Okićem  falu Horvátországban Zágráb megyében. Közigazgatásilag Szamoborhoz tartozik.

## Fekvése
Zágrábtól 20 km-re délnyugatra, községközpontjától 7 km-re délre a Zsumberk-Szamobori-hegység déli lejtőin, Okics vára alatt fekszik.

## Története
A település Szent Márton plébániáját 1334-ben említi először Ivan goricai főesperes a zágrábi káptalan statutumában. A plébánia ennél valószínűleg sokkal korábbi alapítású, talán az először 1193-ban említett Oklics várával egyidőben alapították. A település neve is először Sveti Martin volt, csak sokkal később kapta a hasonló nevű településektől megkülönböztető Sveti Martin pod Okićem (azaz az Oklics alatti Szent Márton) nevet. Templomának legősibb része a harangtorony alsó része, mely kezdetben nem szakrális, hanem elsősorban védelmi célokat szolgált. Ezt bizonyítják a rajta látható lőrések. Később erre épült a nyolcszögletű torony, majd a kis kápolna, mely a mai templom szentélyét alkotja. A 17. században a templomot alapjaiban megújították és bővítették, majd 1649-ben újraszentelték. 
A falunak 1857-ben 127, 1910-ben 208 lakosa volt. Trianon előtt Zágráb vármegye Szamobori járásához tartozott. A falunak  2011-ben 259 lakosa volt.

## Lakosság
| Lakosság változása | Lakosság változása | Lakosság változása | Lakosság változása | Lakosság változása | Lakosság változása | Lakosság változása | Lakosság változása | Lakosság változása | Lakosság változása | Lakosság változása | Lakosság változása | Lakosság változása | Lakosság változása | Lakosság változása | Lakosság változása |
| ------------------ | ------------------ | ------------------ | ------------------ | ------------------ | ------------------ | ------------------ | ------------------ | ------------------ | ------------------ | ------------------ | ------------------ | ------------------ | ------------------ | ------------------ | ------------------ |
| 1857               | 1869               | 1880               | 1890               | 1900               | 1910               | 1921               | 1931               | 1948               | 1953               | 1961               | 1971               | 1981               | 1991               | 2001               | 2011               |
| 127                | 150                | 160                | 165                | 172                | 208                | 207                | 224                | 296                | 300                | 268                | 258                | 239                | 249                | 257                | 259                |

## Nevezetességei
Szent Márton tiszteletére szentelt plébániatemploma egyhajós épület. A templom legrégibb része a harangtorony alsó része és a szentély középkori eredetű. A főhomlokzat előtti kapuzat reneszánsz stílusú. Jellegzetes a harangtorony nyolcszögletű felső része. A templomot a 17. században jelentősen bővítették és átépítették, majd a 18. században újabb átépítésen esett át, ekkor nyerte el jelenlegi formáját. Orgonáját 1886-ban építették.